# Zoriah Miller
Zoriah Miller (geb. 27 januari 1976) is een bekende en veelgevraagde Amerikaanse freelance fotojournalist.
Miller is al veertien jaar fotojournalist. Hij is gespecialiseerd in crisissituaties in ontwikkelingslanden. Zijn foto's verschenen onder meer in Newsweek, The New York Times, Fortune, The Wall Street Journal, Focus en uitzendingen van CNN en de BBC. Ook werkte hij voor onder meer Unicef en het Rode Kruis. In 2006 werd hij door Morepraxis uitgeroepen tot fotojournalist van het jaar. Zijn werk was te zien in belangrijke musea en publicaties.

## Irak 2008
In juli 2008 kwam hij in het nieuws doordat hij foto's van in Irak gesneuvelde Amerikaanse militairen op zijn weblog had gepubliceerd. Majoor-generaal John Kelly verbood hem daarop nog langer in Irak met Amerikaanse militairen op pad te gaan en foto's te nemen. Tevens werd hem gevraagd de foto's te verwijderen. Volgens nieuwsorganisaties probeerde de Amerikaanse overheid te voorkomen dat schokkende foto's zouden worden gepubliceerd.
Miller was 26 juni 2008 op patrouille met een bataljon in Garma in de provincie Anbar. Een uitnodiging om hier een gemeenteraadsvergadering bij te wonen, had hij afgewezen. Toen iemand zich op deze vergadering opblies, was hij snel ter plekke en maakte foto's. Er vielen zo'n twintig doden, waaronder drie mariniers. De foto's laten gruwelijke beelden zien en tonen volgens Miller wat Irakezen en soldaten dagelijks ervaren.
In 2005 mochten twee journalisten van The New York Times niet langer met militairen in Irak mee, nadat de krant een foto van een dodelijk gewonde soldaat had gepubliceerd. Ook Chris Hondros van Getty Images viel een dergelijke maatregel ten deel omdat hij bloedige foto's van een Iraaks meisje had gemaakt.